# Jaskinia Kontaktowa
Jaskinia Kontaktowa – jaskinia położona w zboczu Janowca w Masywie Śnieżnika (Sudety Wschodnie), w okolicy wsi Stara Morawa w Gminie Stronie Śląskie.

## Powstanie jaskini
Powstała na kontakcie soczewy marmuru i łupków łyszczykowych. Utworzyła się dzięki wnikaniu wód powierzchniowych odwadniających stok góry w miejscu kontaktu skały rozpuszczalnej i nierozpuszczalnej. W jaskini występują osady typu zwietrzelinowego, żwiry allochtoniczne i gliniaste na dnie syfonu. Jaskinia nie posiada szaty naciekowej. Na ścianach można znaleźć liczne ślady przepływu wody.

## Opis jaskini
Jej otwór wejściowy położony jest w nieczynnym, prawdopodobnie XIX-wiecznym kamieniołomie marmuru, po którym pozostała sporej wielkości pieczara, zarośnięty piarg i fragment ziemianki z kamiennymi ścianami. Stare wyrobisko zlokalizowane jest w skalistej ścianie dość głębokiego, ciemnego wąwozu wyciętego w zalesionym zboczu przez okresowo płynący tu potok.

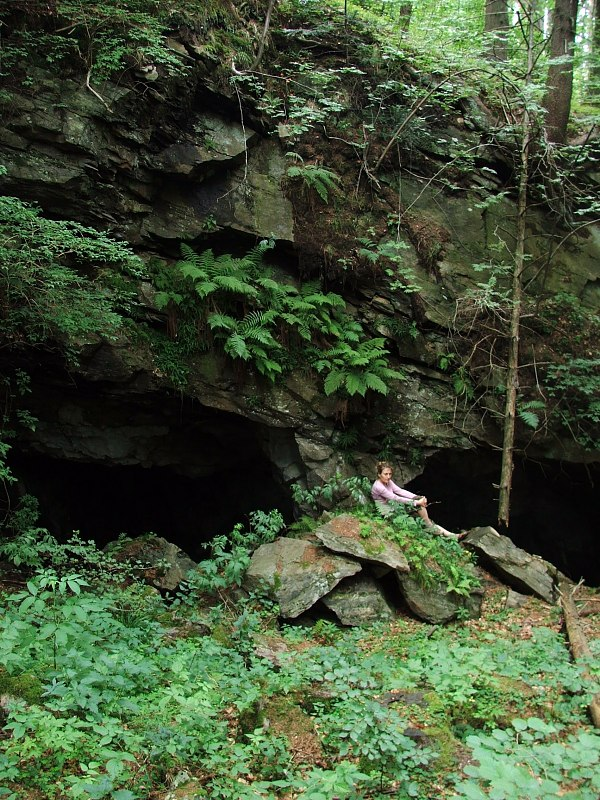
Grota starego wyrobiska po odkrywce marmuru powyżej Jaskini Kontaktowej

Niełatwe do odnalezienia wejście do jaskini jest sztucznie wykonane. Znajduje się ono w dolnej grupie skał wąwozu w złomowisku. Otwór jest skośną szczeliną o wysokości 0,6 m i szerokości 2,8 m prowadzącą do korytarza opadającego pod kątem 40° w kierunku NE. Długość tego korytarza wynosi ok. 9 m. W połowie długości zacieśnia się on do 1,1 m szerokości i 0,3 m wysokości. Dalej korytarz przechodzi w Salę Marmitową mającą przeciętną wysokość 1,7 m, długość 5 m i szerokość dochodzącą do 4,4 m. Jej strop zbudowany jest z łupków, a dno z marmurów wyścielonych zwietrzeliną z łupków odpadłych od stropu lub naniesionych korytarzem. W centralnej części sali znajduje się kilka marmitów.

## Biologia
W okolicy otworu wejściowego nie występuje roślinność zielona. Światło penetruje jaskinię do głębokości ok. 5 m. W jaskini stwierdzono występowanie kiełża Nipsogellus zondti i wypławka krynicznego Planavia alpina w syfonie końcowej części jaskini, kilkunastu egzemplarzy nietoperzy oraz sporą liczbę pajęczaków.